# 正常営業循環基準
正常営業循環基準（せいじょうえいぎょうじゅんかんきじゅん、normal operating cycle rule）とは、貸借対照表において対象となる資産・負債が、流動資産・負債に区分されるかを判断するためのルールの一つ（あくまでこの基準が区分するのは流動項目のみ）。

## 概要
この基準は、正常な営業取引の過程にある資産・負債は流動資産（流動負債）とみなすというルールで、資産・負債はまずこの基準で分類し、その次にもう一つのルールである一年基準で分類する。
具体的には、正常な営業取引で発生する棚卸資産（商品、製造業の場合は原材料、仕掛品、製品）や売掛金、受取手形、前払金（建設業における未成工事支出金もその一種である）、買掛金、支払手形、前受金（建設業における未成工事受入金もその一種である）は現金化される期間（または支払期限）が1年を超えるものであっても、このルールによって流動資産または流動負債に分類される。リース取引における貸手側のリース投資資産（リース債権）についても、同様に正常営業循環基準が準用されると考えられる。
一方、借入金、貸付金、営業取引以外で発生する未収金、未払金などは一年基準が適用される。